# Butjer

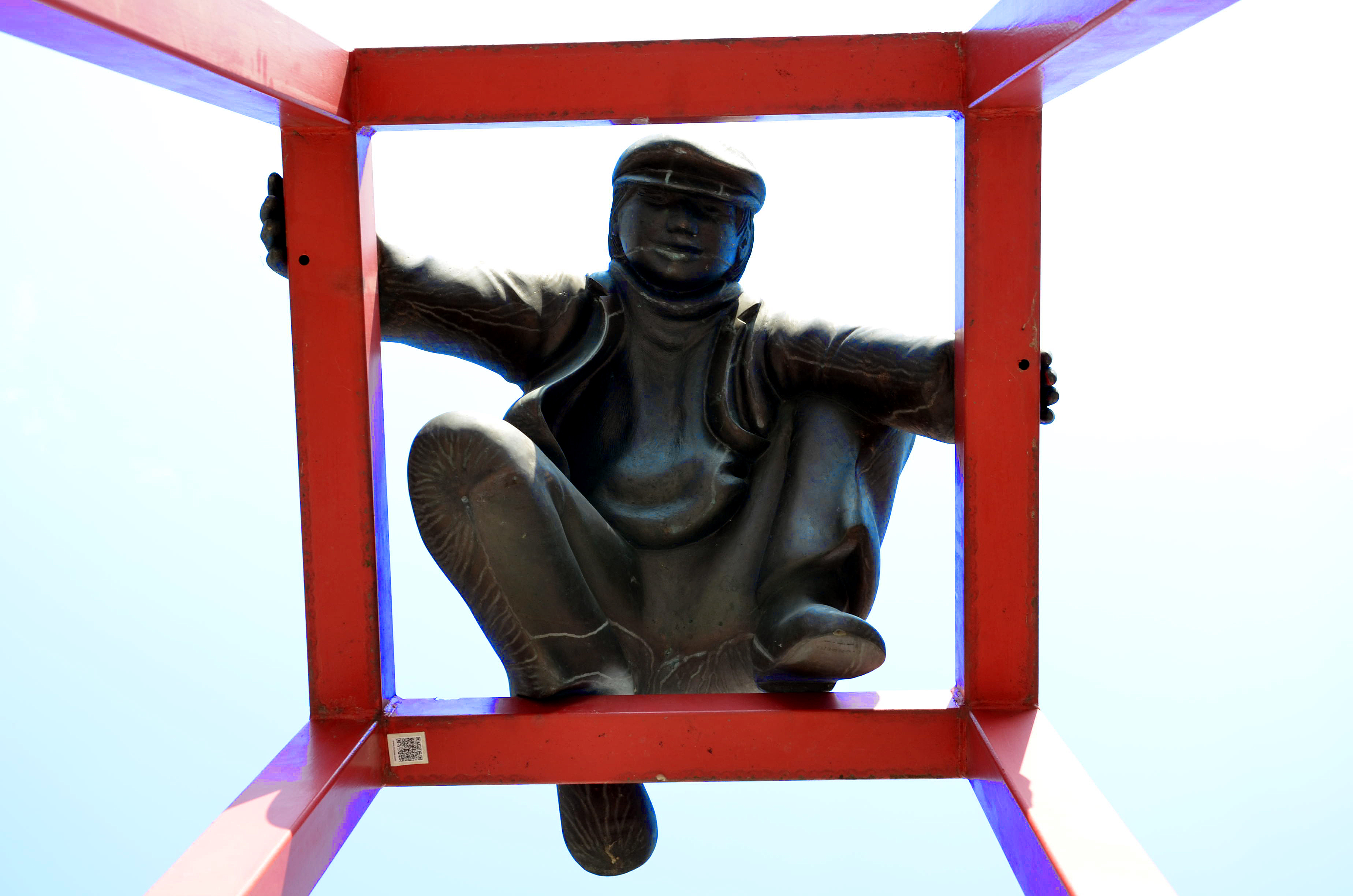
Der 1990 in Linden aufgestellte Lindener Butjer der Bildhauerin Ulrike Enders

Das Wort Butjer (auch Buttjer oder Buttje) hat einen niederdeutschen Ursprung und beschreibt energiegeladene kleine Kinder, die einen Riesenspaß daran haben, ausgelassen und fröhlich draußen zu spielen und zu toben. In der Regel sind hier eher kleine Jungs gemeint.
Häufig wird diese Umschreibung in Norddeutschland verwendet, in Bremen als Bremer Buttjer, wobei hier überwiegend ein herumstromernder, kleiner Junge verstanden wird; das zugehörige Verb buttjern wird altersunabhängig verwendet.
Die Einwohner von Hannover nahmen früher den Schmähbegriff Butjer für ungebetene Gäste aus den damaligen Vororten der Stadt, die „von buten rin“ (von draußen rein) kamen. Insbesondere die Bewohner von Linden nahmen den Begriff für sich als Ehrenbegriff und nennen sich teilweise bis heute stolz Butjer, um herauszustellen, dass sie nicht Hannoveraner, sondern eben Lindener sind.
Unklar ist der Ursprung des Begriffs. Er kann mit dem niederdeutschen „butt“ oder mit dem niederländischen „bot“ zusammenhängen, also früher für ungezogen, grob oder ungeschliffen. „Een buuten Keerl“ soll ein grober Kerl gewesen sein. In Groningen steht butje heutzutage für eine dumme Person; das Wort ist möglicherweise aus Deutschland übernommen und hat sich über das Studentenmilieu weiter in die Niederlande verbreitet.
Die abgewandelte Schreibweise Buttjer bezeichnet ostfriesische Fischer, die in der Vergangenheit auf Holzschlitten, den sogenannten Kreiern, während der Ebbe in das Wattenmeer gefahren sind, um ihre Reusen zu überprüfen.